# 凌雲翰
凌雲翰（1462年—？），字伯遠，應天府上元縣人，匠籍，明朝政治人物。

## 生平
弘治二年（1489年）己酉科應天府鄉試第六名舉人。弘治十五年（1502年）中式壬戌科會試第六十六名，三甲第九十七名進士。授吉水县知县。

## 家族
曾祖凌珍；祖父凌子才，贈南京戶部郎中；父凌文，布政司左參議。前母趙氏（贈宜人）；前母李氏；母韓氏（封宜人）。永感下。兄雲翔。弟雲翱、雲翊、雲翀。